# Beli patuljak
Beli patuljak je astronomski objekat koji nastaje kada zvezda male ili srednje mase završi svoj život. Ove zvezde nisu dovoljno masivne da bi proizvele u svome centru temperature koje su potrebne za održavanje procesa nuklearne fuzije ugljenika u reakciji nukleosinteze. Nakon što ovakva jedna zvezda, tokom njene faze sagorevanja helijuma, postane crveni div, ona će rasuti svoje spoljašnje omotače da bi od njih bila formirana planetarna maglina, a od preostalog dela biće formirano inertno jezgro sastavljeno uglavnom od ugljenika i kiseonika. The nearest known white dwarf is Sirius B, at 8.6 light years, the smaller component of the Sirius binary star. There are currently thought to be eight white dwarfs among the hundred star systems nearest the Sun. The unusual faintness of white dwarfs was first recognized in 1910. The name white dwarf was coined by Willem Luyten in 1922.
Pošto ovo jezgro više nema svoj izvor energije, ono će postepeno zračiti svoju preostalu energiju i tako se hladiti. Jezgro, koje nije više podržano fuzionom reakcijom da se suprotstavi gravitacionom kolapsu, postaje ekstremno velike gustine, sa tipičnom masom koja je približno jednaka masi Sunca i koja je smeštena u zapremini otprilike jednakoj zapremini planete Zemlje. Ovaj beli patuljak suprotstavlja se daljem gravitacionom sažimanju jedino pomoću pritiska elektronske degeneracije. Maksimalna masa belog patuljka, iza koje ni pritisak degeneracije ne može više da ga održava, je oko 1.4 mase Sunca. Beli patuljak koji se približava ovom ograničenju (poznatom kao Čandrasekarova granica), najčešće koristeći za to prebacivanje mase sa njemu združene zvezde, može da eksplodira kao supernova tipa Ia tokom procesa poznatog kao detonacija ugljenika.
Konačno, posle stotinu milijardi godina, beli patuljak trebalo bi da se ohladi do temperature na kojoj on više neće biti vidljiv. Ipak, za ovo dosadašnje vreme života našeg svemira, od njegovog početka u velikom prasku pa do danas (koje je procenjeno na oko 13,7 milijardi godina), čak i najstariji beli patuljci još uvek zrače na temperaturi od par hiljada kelvina (ili stepeni celzijusovih).
Beli patuljci su kao vrsta prilično uobičajeni. Prema gruboj proceni oni obuhvataju oko 6% od svih zvezda u okolini Sunčevog sistema.

## Otkriće
Prvi otkriveni beli patuljak nalazi se kraj trostruke zvezde 40 Eridani. Zvezda se sastoji od normalne zvezde 2,5 puta tamnije od Sunca, crvenog patuljka i belog patuljka. Ovu trostruku zvezdu otkrio je Vilhelm Heršel 1783. godine. Spektralna analiza iz 1910. godine pokazala je da beli patuljak, uprkos malom sjaju, pripada spektralnoj klasi A tj. belim zvezdama. Sledeći otkriveni beli patuljak je bio Sirius B. Preciznim merenjima Fridrih Bazel otkrio je da zvezde Sirijus i Procion za maleni iznos menjaju svoj položaj. Na osnovu tih merenja Bezel je pretpostavio da su Sirijus i Procion dvostruke zvezde. Za Sirijusovog pratioca odredio je period ophoda od približno 50 godina. Beli patuljak kraj Sirijusa konačno je otkriven 1862. godine prilikom testiranja novog teleskopa. Spektralna analiza pokazala je da su spektri Sirijusa i Sirijusa B veoma slični.
Konačno, 1917. godine Adrijan Van Manen otkrio je Van Manenovu zvezdu, izolovanog belog patuljka relativno blizu Suncu. Prema promatranjima otkriveno je da zvezda imala mali sjaj uprkos spektru koji odgovara sjajnijim zvezdama. Vilem Lujten 1922. prvi je upotrebio izraz beli patuljak za ove zvezde. Taj naziv je kasnije prihvaćen i ostao je u upotrebi do danas.
Do 1999. godine bilo je poznato oko 2.000 belih patuljaka. Danas ih je poznato oko 9.000. Oko 6% svih zvezda u blizini Sunca pripadaju belim patuljcima. Veruje se da će 97% svih zvezda u galaksiji kasnije evoluirati u bele patuljke.

## Svojstva

### Masa i dimenzije
Beli patuljci mogu imati masu od 0,17 do 1,33 sunčeve mase. Većina belih patuljaka ima masu od 0,5 do 0,7 sunčevih. Radijusi belih patuljaka kreću se od 0,008 do 0,02 sunčeva radijusa. Njihov radijus usporediv je sa zemljinim koji iznosi 0,009 sunčevih radijusa. Masa belih patuljaka ne može biti veća 1,4 sunčeve mase inače će beli patuljak urušiti u neutronsku zvezdu. Zbog velike mase i male zapremine beli patuljci su oko 1.000.000 gušći od Sunca. Gustina materije belog patuljka iznosi otprilike 1.000 kg po centimetru kubnom. Materija belih patuljaka je jedna od najgušćih poznatih i samo su neutronske zvezde gušće.

### Hlađenje
Beli patuljci na početku svog života imaju visoke temperature, oko 150.000 K. Kako se patuljak polagano hladi tako se njegov spektar menja od klase O prema klasi M. S temperaturom povezan je i sjaj belih patuljaka. Tako vrući beli patuljak može imati sjaj veći od 100 sunčevih dok već ohlađeni patuljak, s temperaturom od 4.000 K, može imati sjaj 10.000 puta manji od Sunca. Ako beli patuljak ne prikuplja nikakvu masu njegovo zračenje biće posledica uskladištene toplote. Mala površina belih patuljaka s koje zrače omogućuje im da toplotu dugo zadrže. Tako se beli patuljak na temperaturu od 7.140 K ohladi tek nakon 1,5 milijarde godina. Za hlađenje na temperaturu od 5.550 K biće potrebno dodatnih 1,8 milijardi godina. Većina posmatranih patuljaka ima temperaturu od 8.000 do 40.000 K. Do danas je poznat mali broj patuljaka s temperaturom manjom do 4.000 K jer starost Svemira konačna te se nisu stigli ohladiti na niže temperature. Poznavajući svojstva hlađenja patuljaka određena je starost diska galaksije na oko 8 milijardi godina.

### Kataklizme
Beli patuljak može postati nova ili supernova, ako se nalazi u orbiti oko druge zvezde. Prilikom orbitiranja belog patuljka može se dogoditi da počne da prikuplja materiju sa susedne zvezde. Kada se te materije nakupi dovoljno beli patuljak može eksplodirati i tako povećati sjaj nekoliko miliona ili milijardi puta. Dali će beli patuljak eksplodirati kao nova ili supernova zavisi od količine materije koju je prikupio i koliko se vodonika nalazi u njoj. Ako je prikupio malo materije s puno vodonika onda beli patuljak može da postane nova, jer će vodonik zbog pritiska i visokih temperatura započeti fuziju. U slučaju da je materija siromašnija vodonikom onda će beli patuljak doseći masu od 1,4 sunčeve i eksplodirati kao Tip I supernova.

### Nastanak
Beli patuljak nastane kada zvezda s masom manjom od 8 sunčevih dovrši svoj evolucijski ciklus. Zvezde na kraju svoje evolucije potroše sav vodonik i onda počnu koristiti druge elemente za stvaranje energije poput helijuma. Fuzioniranjem vodonika u helijum zvezda se nalazila u ravnoteži između gravitacije koja želi urušiti zvezdu i sile zračenja koje želi da rasprši zvezdu. Prelaskom na druga nuklearna goriva poput helijuma i ugljenika uzrokuje pulsacije zvezde, što dovodi do odbacivanja plinovitih omotača u okolni prostor. Pulsacije dovode do odbacivanja plinovitog omotača i od zvezde ostane samo urušeno vruće jezgro. Kada se dovrši odbacivanje plinovitog omotača zaostala jezgra se počinje smatrati belim patuljkom. Većina mase roditeljske zvezde ostaje zarobljena u tom belom patuljku dok će tek manji postotak mase stvoriti planetarnu nebulu oko zvezde.

## Literatura
- Kawaler, S. D. (1997). „White Dwarf Stars”.  Ур.: Kawaler, S. D.; Novikov, I.; Srinivasan, G. Stellar remnants. 1997. ISBN 978-3-540-61520-0.
- Kepler, S. O.; Pelisoli, I.; Koester, D.; Ourique, G.; Kleinman, S. J.; Romero, A. D.; Nitta, A.; Eisenstein, D. J.; Costa, J. E. S.; Külebi, B.; Jordan, S.; Dufour, P.; Giommi, Paolo; Rebassa-Mansergas, Alberto (2015). „New white dwarf stars in the Sloan Digital Sky Survey Data Release 10”. Monthly Notices of the Royal Astronomical Society. 446 (4): 4078—4087. doi:10.1093/mnras/stu2388.. ISSN: 1365–2966.
- Rebassa-Mansergas, A.; Gänsicke, B. T.; Rodríguez-Gil, P.; Schreiber, M. R.; Koester, D. (2007). „Post-common-envelope binaries from SDSS - I. 101 white dwarf main-sequence binaries with multiple Sloan Digital Sky Survey spectroscopy”. Monthly Notices of the Royal Astronomical Society. 382 (4): 1377—1393. Bibcode:2007MNRAS.382.1377R. S2CID 17060345. arXiv:0707.4107 . doi:10.1111/j.1365-2966.2007.12288.x...
- Black holes, white dwarfs, and neutron stars: the physics of compact objects, Stuart L. Shapiro and Saul A. Teukolsky, New York: Wiley, 1983.  0-471-87317-9.
- Koester, D; Chanmugam, G (1990). „Physics of white dwarf stars”. Reports on Progress in Physics. 53 (7): 837—915. Bibcode:1990RPPh...53..837K. S2CID 122582479. doi:10.1088/0034-4885/53/7/001.
- Gentile, Dave (1995). White dwarf stars and the Chandrasekhar limit (Master's thesis). DePaul University.
- „Estimating Stellar Parameters from Energy Equipartition”. sciencebits.com. — Discusses how to find mass-radius relations and mass limits for white dwarfs using simple energy arguments.
- Winget, D.E. (1998). „Asteroseismology of white dwarf stars”. Journal of Physics: Condensed Matter. 10 (49): 11247—11261. Bibcode:1998JPCM...1011247W. S2CID 250749380. doi:10.1088/0953-8984/10/49/014.
- Wickramasinghe, D. T.; Ferrario, Lilia (2000). „Magnetism in Isolated and Binary White Dwarfs”. Publications of the Astronomical Society of the Pacific. 112 (773): 873—924. Bibcode:2000PASP..112..873W. doi:10.1086/316593 .
- Gibson, B. K.; Flynn, C (2001). „White Dwarfs and Dark Matter”. Science. 292 (5525): 2211a. PMID 11423620. S2CID 14080941. arXiv:astro-ph/0104255 . doi:10.1126/science.292.5525.2211a.
- Provencal, J. L.; Shipman, H. L.; Hog, Erik; Thejll, P. (1998). „Testing the White Dwarf Mass-Radius Relation with Hipparcos”. The Astrophysical Journal. 494 (2): 759—767. Bibcode:1998ApJ...494..759P. doi:10.1086/305238 .
- Gates, Evalyn; Gyuk, Geza; Harris, Hugh C.; Subbarao, Mark; Anderson, Scott; Kleinman, S. J.; Liebert, James; Brewington, Howard;  . (2004). „Discovery of New Ultracool White Dwarfs in the Sloan Digital Sky Survey”. The Astrophysical Journal. 612 (2): L129. Bibcode:2004ApJ...612L.129G. S2CID 7570539. arXiv:astro-ph/0405566 . doi:10.1086/424568.
- McCook, G.P.; Sion, E.M. (ур.). „White Dwarf Catalogue WD”. Villanova University. Архивирано из оригинала 24. 08. 2007. г. Приступљено 13. 07. 2021.
- Dufour, P.; Liebert, J.; Fontaine, G.; Behara, N. (2007). „White dwarf stars with carbon atmospheres”. Nature. 450 (7169): 522—4. Bibcode:2007Natur.450..522D. PMID 18033290. S2CID 4398697. arXiv:0711.3227 . doi:10.1038/nature06318.
- Richmond, M. „Late stages of evolution for low-mass stars”. Lecture notes, Physics 230. Rochester Institute of Technology. Архивирано из оригинала 4. 9. 2017. г. Приступљено 3. 5. 2007.